# Oded Schramm
Oded Schramm, född 10 december 1961 i Jerusalem, Israel, död 1 september 2008 i Washington State, USA, var en israelisk-amerikansk matematiker. 
Schramm studerade vid Hebrew University där han 1986 tog kandidatexamen i matematik och datalogi och 1987 magisterexamen. Han blev 1990 Ph.D. vid Princeton University där han hade William Thurston som handledare. Efter två år vid University of California, San Diego var han verksam vid Weizmanninstitutet 1992-1999. 1999 började han arbeta vid teorigruppen vid Microsoft Research i Redmond, Washington.
Hans främsta forskningsinsats var inom sannolikhetsteorin där han med så kallad Stochastic Loewner Evolution (SLE, även kallad Schramm-Loewner Evolution) kopplade ihop sannolikhetsteori och komplex analys.
Schramm invaldes 2008 som utländsk ledamot av Kungliga Vetenskapsakademien.
Han omkom 1 september 2008 i ett fall i samband med bergsklättring i Washington.